# تو ریورز (آلاسکا)
تو ریورز (به انگلیسی: Two Rivers) شهری در بخش فیربنکس نورث استار ایالت آلاسکا است که جمعیت آن در سرشماری سال ۲۰۰۰ میلادی ۴۸۲ نفر بوده‌است.

## موقعیت جغرافیایی
موقعیت جغرافیایی شهرها و مناطق اطراف به شرح زیر است: